# Comuna Rușețu, Buzău
Rușețu este o comună în județul Buzău, Muntenia, România, formată din satele Rușețu (reședința) și Sergent Ionel Ștefan.

## Așezare
Comuna se află în Câmpia Română, în sud-estul județului, la limita cu județul Brăila. Ea este străbătută de șoseaua județeană DJ203N, care o leagă spre nord de Surdila-Greci (DN2B) și spre est de Ulmu (ambele în județul Brăila). În Rușețu se ramifică din acest drum șoselele județene DJ214A, care o leagă de Luciu și Largu și DJ203E, care o leagă de Padina (DN2C). Prin comună trece calea ferată București-Urziceni-Făurei, pe care este deservită de gara Rușețu.

## Demografie
Componența etnică a comunei Rușețu
     Români (90,67%)
     Romi (1,42%)
     Alte etnii (0,09%)
     Necunoscută (7,82%)
Componența confesională a comunei Rușețu
     Ortodocși (91,77%)
     Alte religii (0,16%)
     Necunoscută (8,07%)
Conform recensământului efectuat în 2021, populația comunei Rușețu se ridică la 3.173 de locuitori, în scădere față de recensământul anterior din 2011, când fuseseră înregistrați 3.720 de locuitori. Majoritatea locuitorilor sunt români (90,67%), cu o minoritate de romi (1,42%), iar pentru 7,82% nu se cunoaște apartenența etnică. Din punct de vedere confesional, majoritatea locuitorilor sunt ortodocși (91,77%), iar pentru 8,07% nu se cunoaște apartenența confesională.

## Politică și administrație
Comuna Rușețu este administrată de un primar și un consiliu local compus din 13 consilieri. Primarul, Marius Samoilă[*], de la Partidul Social Democrat, este în funcție din 1 noiembrie 2024. Începând cu alegerile locale din 2024, consiliul local are următoarea componență pe partide politice:
|  | Partid                          | Consilieri | Componența Consiliului | Componența Consiliului | Componența Consiliului | Componența Consiliului | Componența Consiliului |
|  | ------------------------------- | ---------- | ---------------------- | ---------------------- | ---------------------- | ---------------------- | ---------------------- |
|  | Partidul Social Democrat        | 5          |                        |                        |                        |                        |                        |
|  | Partidul Național Liberal       | 4          |                        |                        |                        |                        |                        |
|  | Uniunea Salvați România         | 2          |                        |                        |                        |                        |                        |
|  | Alianța pentru Unirea Românilor | 1          |                        |                        |                        |                        |                        |
|  | Bardaș Ionel                    | 1          |                        |                        |                        |                        |                        |

## Istorie
La sfârșitul secolului al XIX-lea, comuna Rușețu făcea parte din plasa Călmățuiul a județului Brăila, și era formată doar din cătunul de reședință ce avea o populație de 1750 de locuitori. În comună funcționau o școală mixtă cu 70 de elevi (dintre care 18 fete) înființată la 1856 și 2 biserici — una datând din 1780 și una reparată și pictată în 1885 de Domeniile Coroanei. În 1925, comuna făcea parte din aceeași plasă și avea 3898 de locuitori. Satul Sergent Ionel Ștefan este consemnat pentru prima oară în 1931, când comuna a căpătat componența actuală.
În 1950, comuna Rușețu a fost transferată la raionul Făurei din regiunea Galați, până în 1968. Atunci, la reorganizarea administrativă a României, comuna a fost trecută la județul Buzău.